# 住田美容専門学校
渋谷美容専門学校（すみだびようせんもんがっこう）は、東京都渋谷区にある美容師養成の専修学校。

## 沿革
- 1949年（昭和24年） - 各種学校として認可され、東京女子文化学院を設立。
- 1950年（昭和25年） - 東京高等美容学校と校名を変更。
- 1950年（昭和25年） - 厚生大臣より、美容師養成施設の指定を受ける。
- 1954年（昭和29年） - 美容師法の改正により、通信課程を併設。
- 1956年（昭和31年） - 新たに学校法人東京女子文化学園を設置してこれに移管する。
- 1962年（昭和37年） - 2代目理事長に住田良知就任。
- 1963年（昭和38年） - 鉄筋の地上5階、地下1階の新校舎を竣工。
- 1970年（昭和45年） - 初代山野千枝子校長逝去。住田良知理事長が校長を兼任。
- 1973年（昭和48年） - 男子生徒の入学を受付（男女共学）
- 1985年（昭和60年） - 専門学校としての認可を受け、住田美容専門学校と校名を改称。
- 1991年（平成3年） - 永年、学校教育と私学の振興に貢献したことに対し、学校教育功労者として、住田良知校長、東京都知事表彰を受ける。
- 1995年（平成7年） - 永年に亘る美容界における学校教育の発展、育成に尽力した功績に対し、住田良知校長、藍綬褒彰を受ける。
- 2005年（平成17年） - 3代目校長に住田　知之就任。
- 2025年（令和7年）　 - 渋谷美容専門学校と校名を変更。

## 学科
- 美容師免許専門コース
- 美容師免許 メイク＆ネイルコース
- 通信過程

## 所在地
- 東京都渋谷区渋谷1-21-10